# Tomatpuré
Tomatpuré er en tyk væske lavet ved at koge og dræne tomater. Forskellen mellem tomatpasta, tomatpuré, og tomatsauce er konsistensen; tomatpuré har en tykkere konsistens og dybere smag end sauce.